# 布利斯島
布利斯島是俄羅斯的島嶼，屬於法蘭士約瑟夫地群島的一部分，位於普里切特島以東700米，由阿爾漢格爾斯克州負責管轄，長6公里、寬3公里，最高點海拔高度409米。